# Arothron
Arothron es un género de peces de la familia Tetraodontidae en el orden de los Tetraodontiformes.

## Especies
Las especies de este género son:
- Arothron caeruleopunctatus Matsuura, 1994
- Arothron carduus (Cantor, 1849)
- Arothron diadematus (Rüppell, 1829)
- Arothron firmamentum (Temminck & Schlegel, 1850)
- Arothron gillbanksii (Clarke, 1897)
- Arothron hispidus (Linnaeus, 1758)
- Arothron immaculatus (Bloch & Schneider, 1801)
- Arothron inconditus Smith, 1958
- Arothron leopardus (Day, 1878)
- Arothron manilensis (Marion de Procé, 1822)
- Arothron mappa (Lesson, 1831)
- Arothron meleagris (Anonymous, 1798)
- Arothron multilineatus (Matsuura, 2016)
- Arothron nigropunctatus (Bloch & Schneider, 1801)
- Arothron reticularis (Bloch & Schneider, 1801)
- Arothron stellatus (Anónimo, 1798), (Bloch & Schneider, 1801)